# Gilles Côté

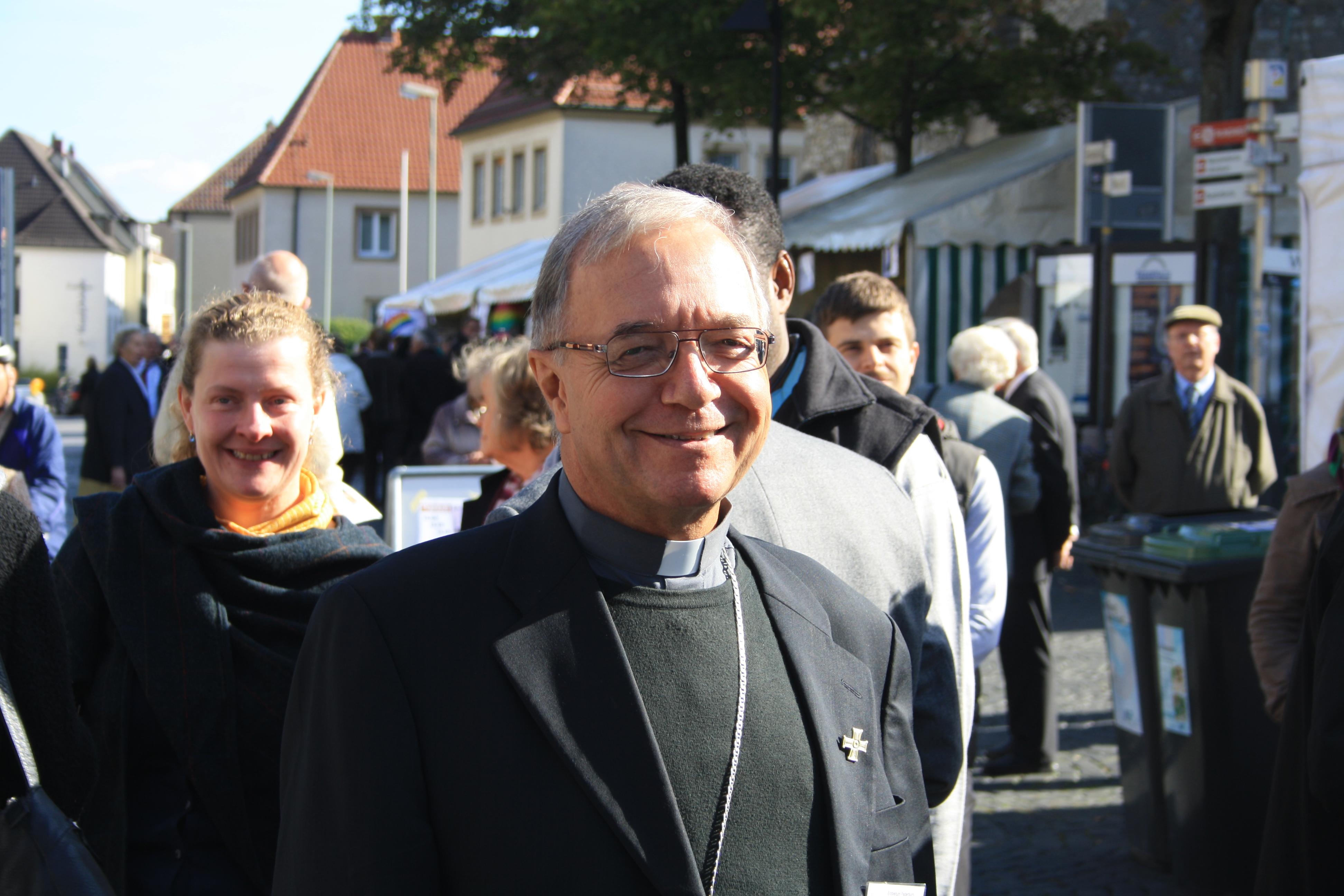
Gilles Côté, 2012

Gilles Côté SMM (* 24. November 1945 in Vanier) ist in kanadischer Ordensgeistlicher und emeritierter römisch-katholischer Bischof von Daru-Kiunga.

## Leben
Gilles Côté trat der Ordensgemeinschaft der Montfortaner bei und empfing am 19. Dezember 1970 die Priesterweihe.
Papst Johannes Paul II. ernannte ihn am 3. Februar 1995 zum Weihbischof in Daru-Kiunga und Titularbischof von Cissa. Der Bischof von Daru-Kiunga, Gérard-Joseph Deschamps SMM, spendete ihm am 23. April desselben Jahres die Bischofsweihe. Mitkonsekratoren waren Peter Kurongku, Erzbischof von Port Moresby, und Brian James Barnes OFM, Bischof von Aitape.
Am 2. Januar 1999 wurde er zum Bischof von Daru-Kiunga ernannt.
Papst Franziskus nahm am 23. Mai 2021 seinen altersbedingten Rücktritt an.